# Ammannia auriculata
Ammannia auriculata är en fackelblomsväxtart som beskrevs av Carl Ludwig von Willdenow. Ammannia auriculata ingår i släktet Ammannia och familjen fackelblomsväxter. IUCN kategoriserar arten globalt som livskraftig.

## Underarter
Arten delas in i följande underarter:
- A. a. indica
- A. a. arenaria
- A. a. bojeriana